# Каменка (приток Ужа)
Каменка — правый приток реки Уж, протекающий по Коростенскому району (Житомирская область).

## География
Длина — 40 км (16 км по Малиновскому, 24 км по Народичскому району). Площадь бассейна — 266 или 263 км². Долина шириной 2,5 км, глубиной до 15 м. Русло реки (отметки уреза воды) в нижнем течении (село Рудня-Каменка) находится на высоте 144,4 м над уровнем моря. Русло в верховье шириной 6 м и глубиной 2 м. Служит водоприёмником системы каналов, примыкающих систем каналов.
Берёт начало западнее села Писаревка. Река течёт в верховье на северо-восток, затем — северо-запад. Впадает в реку Уж (на 133-м км от её устья) северо-восточнее села Сарновичи.
Пойма очагами занята болотами и лугами, в нижнем течении — лесами (доминирование сосны). Частично протекает (среднее течение — между Рудня-Калиновка и Журавлинка) по территории Древлянского природного заповедника.
Притоки (от истока к устью):
1. Волынь правый
2. Дубачевка левый
3. Смычек левый

Населённые пункты на реке (от истока к устью):
Бывший Малинский район
1. Писаревка
2. Каменка
3. Скураты
4. Ксаверов
5. Савлуки
6. Рудня-Калиновка

Бывший Народичский район
1. Калиновка
2. Журавлинка
3. Батьковщина
4. Рудня-Каменка
5. Гута-Ксаверовская